# Pinus flexilis
Pinus flexilis és una espècie de conífera de la família Pinaceae nadiua de les muntanyes de l'oest dels Estats Units, Mèxic i el Canadà. En anglès es coneix com a pi flexible o pi blanc de les muntanyes Rocoses. S'ha documentat un exemplar a Eagle Cap Wilderness, Oregon de 2.000 anys.
Pinus flexilis és típicament un arbre que viu a grans altituds arribant al límit arbori. En bones condicions acostuma a fer 20 m d'alt però en llocs molt exposats només arriba a 5 m.